# Souaibou Marou
Souaibou Marou (Garua, 3 de diciembre de 2000) es un futbolista camerunés que juega en la demarcación de delantero para el Orlando Pirates F. C. de la Liga Premier de Sudáfrica.

## Selección nacional
Hizo su debut con la Camerún el 28 de agosto de 2022 en un encuentro del Campeonato Africano de Naciones de 2022 contra Guinea Ecuatorial que finalizó con un resultado de 1-0 a favor del combinado ecuatoguineano tras el gol de Pedro Oba.

## Clubes
| Club                  | País      | Año       | Partidos | Goles |
| --------------------- | --------- | --------- | -------- | ----- |
| Coton Sport de Garoua | Camerún   | 2018-2023 | 15+      | 8+    |
| Orlando Pirates F. C. | Sudáfrica | 2023-     |          |       |